# Mathias Jensen
Mathias Jensen (født 1. januar 1996) er en dansk fodboldspiller, der spiller for engelske Brentford F.C. og for Danmarks fodboldlandshold. Han har tidligere spillet i bl.a. FC Nordsjælland og spanske Celta Vigo. Han er midtbanespiller.

## Karriere
Jensen gæstetrænede hos FC Nordsjælland fra han var 11 år, og da han var 15 år, skiftede han permanent til klubben.

### FC Nordsjælland
Han skrev i januar 2015 under på en treårig forlængelse med FC Nordsjælland. Fra sommeren 2015 blev han samtidig en del af klubbens førsteholdstrup.
Han fik sin debut i Superligaen den 20. september 2015, da han blev skiftet ind i det 90. minut i 0-1-sejren ude over FC Midtjylland. Det blev herefter kun til sporadiske optrædener i sin debutsæson, idet han samlet set spillede fem kampe ved fire indskiftninger og en kamp i startopstillingen. Olafur Kristjansson var i den første halvdel af 2015-16-sæsonen træner i klubben, hvor det ifølge Jensen var som, at "[...] der blev skåret lidt ned på talentudviklingen", således at talenterne trænede mindre med end under Kasper Hjulmand, samt at der blev kigget mere til de ældre spillere. Kasper Hjulmand overtog dog atter cheftrænerrollen i FC Nordsjælland pr. 1. januar 2016.
I den efterfølgende sæson (2016-17) blev Mathias Jensen mere en fast del af klubbens førstehold, da han spillede 22 ud af 36 kampe i sæsonen. I juni 2017 indgik parterne aftalen om forlængelse af kontrakten til sommeren 2020.
Efter 2017-18-sæsonen blev han kåret som årets spiller i FC Nordsjælland.

### Celta de Vigo
8. august 2018 underskrev Mathias Jensen en femårig kontrakt med den spanske La Liga-klub Celta de Vigo.

### Brentford
Efter blot et år i Celta skiftede Jensen i sommeren 2019 til Brentford F.C.
I 2021 var han med til at sikre klubben oprykning til Premier League.

## Landsholdskarriere
Han fik sin debut i landsholdsregi 16. april 2014 for Danmarks U/18-fodboldlandshold, da han spillede de første 57 minutter i et 1-2-nederlag hjemme til Østrig. Siden har han spillet på alle ungdomsholdene til U/21.
Mathias Jensen fik debut på Danmarks A-landshold 7. oktober 2020, hvor han spillede fuld tid i en 4-0-sejr hjemme over Færøerne. Han scorede sit første landskampsmål i VM-kvalifikationskampen mod Moldova i 8-0-sejren. Han var med i den danske trup til EM-slutrunden 2020 (afholdt i 2021), og han blev skiftet ind i alle Danmarks seks kampe.